# Alke Martens
Alke Martens (* 15. Juni 1970 in Hildesheim) ist eine deutsche Informatikerin und Hochschullehrerin. Sie leitet als ordentliche Professorin den Lehrstuhl Praktische Informatik und Didaktik der Informatik an der Universität Rostock. Alke Martens ist zudem Autorin von verschiedenen Romanen und arbeitet als ganzheitlicher Coach.

## Leben
Nach dem Abitur 1989 in Hildesheim studierte Alke Martens bis 1997 an der Universität Hildesheim Informatik mit Nebenfach Medizin. Es folgten Anstellungen als Wissenschaftliche Mitarbeiterin von 1997 bis 1998 an der Medizinischen Hochschule Hannover, von 1998 bis 2001 an der Fakultät für Informatik der Universität Ulm sowie im Fachbereich Informatik der Fachhochschule Ulm und von 2001 bis 2007 am Lehrstuhl Modellbildung und Simulation an der Universität Rostock. Dort erfolgte 2004 ihre Promotion zur Dr.-Ing. mit der Dissertation Ein Tutoring-Prozess-Modell für fallbasierte intelligente Tutoring-Systeme.
2007 nahm Martens den Ruf auf die Juniorprofessur E-Learning und Kognitive Systeme an der Universität Rostock an. Nach erfolgreicher Zwischenevaluation in 2010 folgte sie 2011 einem Ruf auf die W3-Professur für Informatik und ihre Didaktik an der Pädagogischen Hochschule Schwäbisch Gmünd. An der PH in Schwäbisch Gmünd war sie Prorektorin für Forschung und internationale Beziehungen. Im Jahr 2013 folgte Alke Martens einem Ruf zurück an die Universität Rostock auf die Professur für Praktische Informatik und Didaktik der Informatik. Sie war von 2018 bis 2021 Digitalisierungsbeauftragte der Universität Rostock (CDO) und ist seit vielen Jahren Fakultätsvertreterin der Gleichstellungsbeauftragten.
In ihrer Forschungsarbeit beschäftigt sich Alke Martens mit der Didaktik der Informatik, mit computerbasierten Lehr-/Lernsystemen und Digitalisierung von Bildungseinrichtungen aus der Perspektive der Organisationsentwicklung. Seit einigen Jahren lehrt und forscht sie auch im Bereich Ethik der Informatik und Informatik und Gesellschaft.
Alke Martens ist zudem Projektleiterin des bundesweit größten Schülerstudienprogrammes Juniorstudium an der Universität Rostock.
In ihrer Freizeit schrieb Martens verschiedene Romane, unter anderem die zwei Trilogien der AnWel Reihe. AnWel erschien 2010 zum ersten Mal als Gesamtausgabe im Duvenbeckverlag. Eine überarbeitete Version (Neuauflage) ist 2021 als Trilogie bei Books on Demand erschienen. Die zweite, bisher unveröffentlichte Trilogie von AnWel, in der die Geschichte fortgesetzt wird, ist 2022 ebenfalls bei BoD erschienen.

## Publikationen (Auswahl)

### Wissenschaftliche Publikationen (Auswahl)
- Ein Tutoring-Prozess-Modell für fallbasierte intelligente Tutoring-Systeme. Berlin 2004: AKA. ISBN 3-89838-281-8.

### Romane
- AnWel. Hildesheim, Berlin 2010: Duvenbeck-Verlag. ISBN 978-3-88120-600-6.

AnWel Trilogie 1:
- Rückkehr nach AnWel. BoD Books on Demand Verlag, ISBN 978-3-75575-312-4.
- Zu den Indellyin. BoD Books on Demand Verlag, ISBN 978-3-7557-5205-9.
- Reise nach Nara. BoD Books on Demand Verlag, ISBN 978-3-7557-5451-0.

AnWel Trilogie 2:
- Der verlorene König. BoD Books on Demand, ISBN 978-3-7557-2376-9.
- Die Elhiloyin. BoD Books on Demand, ISBN 978-3-7557-2393-6.
- Das Zusammenspiel der Elemente. BoD Books on Demand, ISBN 978-3-7557-2405-6.